# Masacre de Al-Mustariha de 2024
El 8 de diciembre de 2024 por la noche, un dron turco atacó una estructura residencial en la aldea de Al-Mustariha, en la gobernación de Raqqa, y mató a once miembros de una misma familia, entre ellos seis niños. 
El SOHR dijo que el incidente, que causó numerosas víctimas civiles, contribuyó a generar un pánico considerable entre la población local en las zonas controladas por la Administración Autónoma del Norte y Este de Siria en relación con la escalada militar en la gobernación con el inicio de la Operación Amanecer de la Libertad y la ofensiva de Manbiŷ de 2024 llevada a cabo por el proturco Ejército Nacional Sirio (SNA) contra las posiciones de las Fuerzas Democráticas Sirias (SDF). La masacre formó parte de una serie de ataques aéreos tuvieron lugar en tres gobernaciones: la gobernación de Hasaka (140 ataques mataron a 3 soldados sirios, 24 militares y 6 civiles, incluida una mujer), la gobernación de Raqqa (7 ataques provocaron la muerte de 4 militares y 11 civiles) y la zona rural de la gobernación de Alepo (45 ataques mataron a 4 militares y 3 civiles).

## Fondo
Hasta 2024, las fuerzas turcas y proturcas llevaron a cabo 191 ataques con drones documentados en el norte de Siria según las estadísticas citadas por el Observatorio Sirio de Derechos Humanos. Estas operaciones resultaron en 55 muertes y causaron heridas a 49 militares y 73 civiles, incluidas seis mujeres y tres niños. Las cifras de víctimas incluyeron 32 militares de la Administración Autónoma , tres soldados de las Fuerzas leales a Bashar al-Ásad y 20 civiles, entre ellos una mujer.
Tras la captura de la ciudad de Tell Rifaat, el Ejército Nacional Sirio (SNA), anunció una campaña militar dirigida contra Manbiŷ, una ciudad estratégica en la zona rural oriental de Alepo. Las operaciones militares de la oposición se produjeron como parte de la Operación Amanecer de la Libertad, simultáneamente con la Operación Disuasión de la Agresión, que avanzó desde Idlib hacia Homs.

## Ataque con drones
El 8 de diciembre de 2024 a las 23:00 AST, un dron turco atacó una estructura residencial en la aldea de Al-Mustariha, situada en la zona rural de Ayn Issa, al norte de Raqqa. El ataque provocó la muerte de doce miembros de una misma familia, seis de los cuales eran niños y varias de ellas eran mujeres.
La masacre contribuyó al pánico ya existente entre la población local en las zonas controladas por los kurdos ante la escalada militar en la región y el aumento de los ataques con aviones no tripulados en zonas civiles.